# Mathilde Touvier
Mathilde Touvier   (La Sanha, 23 de gener de 1980) és una científica francesa de l'Institut national de la santé et de la recherche médicale i directora de recerca en epidemiologia nutricional.
L'any 1999 es va incorporar a l'AgroParisTech per a fer un curs d'enginyeria especialitzada en nutrició humana, on es va graduar el 2002 i després va fer les pràctiques a la Universitat de Califòrnia a Davis.
L'11 d'abril de 2023 va dur a terme la lliçó inaugural al Collège de France, institució a la qual es va incorporar per a ocupar la càtedra anual de Salut Pública.